# 韓智承
韓智承（韓語：한지승，1967年1月28日—），韓國電視劇導演。

## 作品

### 電視劇
- 2006年：SBS《戀愛時代》
- 2014年：tvN《有理的愛情》
- 2018年：OCN《Mistresses》
- 2020年：JTBC《天氣好的話，我會去找你》

### 電影
- 1996年：《鬼媽媽》
- 2007年：《打架》
- 2012年：《Papa》
- 2014年：《新村僵屍漫畫》

### 電影製作作品
- 2004年：《賊婆百分百》

## 外部連結
- NAVER搜索